# 김만기 묘역
김만기 묘역(金萬基 墓域)은 대한민국 경기도 군포시 대야미동에 있는, 조선 후기의 문신인 서석 김만기(1633∼1687)의 묘이다. 1992년 6월 5일 경기도의 기념물 제131호로 지정되었다.

## 개요
김만기는 송시열의 문인으로 효종 3년(1652)에 사마시를 거쳐 이듬해 별시문과에 급제한 뒤 여러 관직을 거쳐 대제학에 올랐다. 숙종 6년(1680) 경신환국 때에는 훈련대장으로 역모 사건을 다스려 보사공신 1등에 채택되기도 하였다.
묘는 부인 한씨와의 합장묘이며, 봉분 아랫부분에는 원형의 둘레석이 있다. 봉분 앞 좌우에 묘비 2기가 있는데, 우측은 송시열이 비문을 지은 것이고 좌측 묘비에는 숙종이 직접 쓴 20자가 새겨져 있다. 봉분 정면 좌우에는 망주석과 문인석이 1쌍씩 서 있고, 묘역 능선 밑에는 신도비(神道碑:왕이나 고관 등의 평생 업적을 기리기 위해 무덤 근처 길가에 세운 비)가 있는데 송시열이 비문을 지었다.

## 같이 보기
- 김만기

## 참고 문헌
- 김만기묘역 - 국가유산청 국가유산포털